# 합성초등학교
합성초등학교는 대한민국 경상남도 창원시에 있는 공립 초등학교이다.

## 학교 연혁
- 2022년 3월 1일 제30대 최재봉 교장 취임
- 2022년 2월 11일 제72회 졸업식(남 26명, 여 25명. 계 51명) 총졸업생14,617명
- 2021년 2월 19일 제71회 졸업식(남 24명, 여 24명, 계 48명) 총졸업생14,566명
- 2020년 2월 15일 제70회 졸업식(남 31명, 여 31명, 계 62명) 총졸업생 14,518명
- 2019년 2월 15일 제69회 졸업식(남 36명, 여 19명, 계 55명)
- 2017년 12월 19일 실내체육관 개관
- 2014년 12월 24일 축구역사관 개관
- 1996년 3월 1일 합성초등학교로 교명 변경
- 1986년 3월 19일 병설유치원 개원
- 1948년 9월 1일 합성국민학교 인가
- 1946년 11월 20일 창원군 내서국민학교 합성분교 개교

## 참고 자료
- 합성초등학교 - 한국교육학술정보원 학교알리미